# Leichtathletik-Europacup 1977
| 6. Leichtathletik-Europacup               | 6. Leichtathletik-Europacup | 6. Leichtathletik-Europacup | 6. Leichtathletik-Europacup | 6. Leichtathletik-Europacup | 6. Leichtathletik-Europacup |
| ----------------------------------------- | --------------------------- | --------------------------- | --------------------------- | --------------------------- | --------------------------- |
|                                           |                             |                             |                             |                             |                             |
| Resultate A-Finale                        |                             |                             |                             |                             |                             |
| Helsinki, Olympiastadion – 13./14. August |                             |                             |                             |                             |                             |
| Frauen                                    | Frauen                      | Frauen                      | Männer                      | Männer                      | Männer                      |
| Platz                                     | Land                        | Punkte                      | Platz                       | Land                        | Punkte                      |
| 1                                         | DDR                         | 106                         | 1                           | DDR                         | 125                         |
| 2                                         | Sowjetunion                 | 094                         | 2                           | BR Deutschland              | 112                         |
| 3                                         | BR Deutschland              | 068                         | 3                           | Sowjetunion                 | 100                         |
| 4                                         | Großbritannien              | 068                         | 4                           | Großbritannien              | 095                         |
| 5                                         | Polen                       | 058                         | 5                           | Polen                       | 093                         |
| 6                                         | Rumänien                    | 055                         | 6                           | Frankreich                  | 070                         |
| 7                                         | Bulgarien                   | 053                         | 7                           | Finnland                    | 066                         |
| 8                                         | Finnland                    | 036                         | 8                           | Italien                     | 054                         |
| ← Nizza 1975                              | ← Nizza 1975                | ← Nizza 1975                | Turin 1979 →                | Turin 1979 →                | Turin 1979 →                |

Das 6. Leichtathletik-Europacup-A-Finale fand am 13. und 14. August 1977 im Olympiastadion von Helsinki (Finnland) statt. Ausgetragen wurden 35 Disziplinen (20 Männer, 15 Frauen).

## Der sechste Leichtathletik-Europacup
Wie beim vorangegangenen Europacupfinale in Nizza wurden die Frauenwettbewerbe nun zum zweiten Mal am selben Ort und an denselben beiden Tagen gemeinsam mit den Männerwettbewerben ausgetragen.
Es gab jetzt für längere Zeit einen zweijährigen Wettkampfturnus. Die Veranstaltung fand in den ungeraden Jahren jeweils zwischen den Jahren mit Europameisterschaften bzw. Olympischen Spielen statt.
Durch die Neueinführung des in diesem Jahr erstmals ausgetragenen Leichtathletik-Weltcups wurde die Bedeutung des Europacupwettbewerbs noch erhöht. Die Länder auf den Plätzen eins und zwei des Europacupfinales qualifizierten sich als jeweils eigenes Team für die Teilnahme am Weltcup. Außerdem konnten sich die Athleten der Nationen, die sich am Ende nicht für den Weltcup qualifizierten, durch gute Leistungen für das im Weltcup startberechtigte Team Europa empfehlen.
Ins Wettbewerbsprogramm wurden zwei weitere Frauenwettbewerbe aufgenommen. Mit dem 3000-Meter-Lauf gab es erstmals eine Langstrecke im Frauenangebot. Die zweite neue Frauendisziplin war der 400-Meter-Hürdenlauf. Der Wettbewerbskatalog für die Frauen wurde in den darauffolgenden Jahren sukzessive immer weiter an die Männerdisziplinen angepasst. Die nächste Erweiterung sollte 1985 erfolgen.
Wie 1975 gewann das Team der DDR sowohl den Frauen- als auch den Männerwettbewerb. Rang zwei belegte bei den Frauen die Sowjetunion, bei den Männern die Bundesrepublik Deutschland.
Bei dieser Austragung wurde eine Vielzahl von Rekorden aufgestellt:
- zwei Weltrekorde
  - 400-Meter-Hürdenlauf, Frauen: 55,63 s – Karin Roßley, DDR
  - Hochsprung, Frauen: 1,97 m – Rosemarie Ackermann, DDR
- elf Landesrekorde
  - 100-Meter-Lauf, Männer: 10,12 s – Eugen Ray, DDR
  - 10.000-Meter-Lauf, Männer: 28:09,96 min – Jerzy Kowol, Polen
  - 400-Meter-Hürdenlauf, Männer: 48,90 s – Volker Beck, DDR
  - 4-mal-400-Meter-Staffel, Männer: 3:03,23 min – DDR (Reinhard Kokot, Jürgen Pfennig, Gunter Arnold, Volker Beck)
  - Hochsprung, Männer: 2,31 m – Rolf Beilschmidt, DDR
  - 400-Meter-Lauf, Frauen: 49,53 s – Marita Koch, DDR
  - 800-Meter-Lauf, Frauen: 2:03,5 min – Sinikka Tyynelä, Finnland
  - 1500-Meter-Lauf, Frauen: 4:06,01 min – Sinikka Tyynelä, Finnland
  - 1500-Meter-Lauf, Frauen: 4:10,75 min – Celina Sokołowska, Polen
  - 3000-Meter-Lauf, Frauen: 8:53,91 min – Gabriele Meinel, DDR
  - 3000-Meter-Lauf, Frauen: 9:01,3 min – Brigitte Kraus, BR Deutschland

## Teilnehmer
Sowohl bei den Männern als auch bei den Frauen mussten die Teams sich wie schon bei allen vorangegangenen Austragungen des Europacups zunächst über Vorkämpfe und Halbfinals für das Finale qualifizieren. In beiden Finals bestand das Finale nun aus den acht besten Nationen. In den vier Austragungen zuvor waren es jeweils sechs bzw. 1970 bei den Männern sieben Länder gewesen.
| Finalteams                                                                      | Finalteams                                                                      |
| Männer                                                                          | Frauen                                                                          |
| ------------------------------------------------------------------------------- | ------------------------------------------------------------------------------- |
| BR Deutschland DDR Finnland Frankreich Großbritannien Italien Polen Sowjetunion | Bulgarien BR Deutschland DDR Finnland Großbritannien Polen Rumänien Sowjetunion |

## Vorrunde
Die Vorrunde fand am 25. und 26. Juni in Søllerød (Dänemark) statt. Die drei besten Mannschaften qualifizierten sich für das Halbfinale.
| Länderwertungen Vorrunde | Länderwertungen Vorrunde | Länderwertungen Vorrunde | Länderwertungen Vorrunde | Länderwertungen Vorrunde | Länderwertungen Vorrunde |
| ------------------------ | ------------------------ | ------------------------ | ------------------------ | ------------------------ | ------------------------ |
| Männer                   | Männer                   | Männer                   | Frauen                   | Frauen                   | Frauen                   |
| Søllerød                 |                          |                          |                          |                          |                          |
| Platz                    | Land                     | Punkte                   | Platz                    | Land                     | Punkte                   |
| 1                        | Portugal                 | 74                       | 1                        | Norwegen                 | 49                       |
| 2                        | Irland                   | 65                       | 2                        | Portugal                 | 35                       |
| 3                        | Dänemark                 | 64                       | 3                        | Island                   | 34                       |
| 4                        | Island                   | 54                       | 4                        | Griechenland             | 31                       |
| 5                        | Luxemburg                | 43                       |                          |                          |                          |

## Halbfinale
Das Halbfinale fand am 16. und 17. Juli bei den Männern in Athen, Warschau und London sowie bei den Frauen nur am 16. Juli in Stuttgart, Dublin und Bukarest statt.
Je zwei Mannschaften qualifizierten sich direkt für das A-Finale. Die drei Mannschaften auf Platz 3 bis 5 erreichten das B-Finale, bei dem sich der Sieger ebenfalls noch für das A-Finale qualifizierte. Gastgeber Finnland startete zwar in den Halbfinals, war aber für das A-Finale gesetzt.
| Länderwertungen Halbfinale | Länderwertungen Halbfinale | Länderwertungen Halbfinale | Länderwertungen Halbfinale | Länderwertungen Halbfinale | Länderwertungen Halbfinale | Länderwertungen Halbfinale | Länderwertungen Halbfinale | Länderwertungen Halbfinale |
| -------------------------- | -------------------------- | -------------------------- | -------------------------- | -------------------------- | -------------------------- | -------------------------- | -------------------------- | -------------------------- |
| Frauen                     |                            |                            |                            |                            |                            |                            |                            |                            |
|                            | Stuttgart                  | Stuttgart                  |                            | Dublin                     | Dublin                     |                            | Bukarest                   | Bukarest                   |
| Platz                      | Land                       | Punkte                     | Land                       | Punkte                     | Land                       | Punkte                     |                            |                            |
| 1                          | Polen                      | 100,0                      | DDR                        | 114,0                      | Sowjetunion                | 106,0                      |                            |                            |
| 2                          | BR Deutschland             | 092,0                      | Vereinigtes Königreich     | 106,0                      | Rumänien                   | 099,0                      |                            |                            |
| 3                          | Ungarn                     | 077,0                      | Bulgarien                  | 091,0                      | Italien                    | 084,0                      |                            |                            |
| 4                          | Tschechoslowakei           | 065,0                      | Niederlande                | 063,0                      | Frankreich                 | 077,0                      |                            |                            |
| 5                          | Belgien                    | 063,0                      | Österreich                 | 055,0                      | Finnland                   | 065,0                      |                            |                            |
| 6                          | Schweden                   | 059,0                      | Irland                     | 048,0                      | Jugoslawien                | 046,0                      |                            |                            |
| 7                          | Norwegen                   | 045,0                      | Dänemark                   | 046,0                      | Schweiz                    | 042,0                      |                            |                            |
| 8                          | Spanien                    | 036,0                      | Island                     | 021,0                      | Portugal                   | 017,0                      |                            |                            |
| Männer                     |                            |                            |                            |                            |                            |                            |                            |                            |
|                            | Athen                      | Athen                      |                            | Warschau                   | Warschau                   |                            | London                     | London                     |
| Platz                      | Land                       | Punkte                     | Land                       | Punkte                     | Land                       | Punkte                     |                            |                            |
| 1                          | DDR                        | 132,0                      | BR Deutschland             | 142,0                      | Sowjetunion                | 129,0                      |                            |                            |
| 2                          | Italien                    | 117,0                      | Polen                      | 133,0                      | Vereinigtes Königreich     | 126,0                      |                            |                            |
| 3                          | Tschechoslowakei           | 109,0                      | Rumänien                   | 099,0                      | Frankreich                 | 120,0                      |                            |                            |
| 4                          | Finnland                   | 098,0                      | Bulgarien                  | 087,0                      | Schweiz                    | 090,0                      |                            |                            |
| 5                          | Ungarn                     | 086,0                      | Schweden                   | 077,0                      | Jugoslawien                | 083,0                      |                            |                            |
| 6                          | Griechenland               | 077,0                      | Spanien                    | 070,0                      | Belgien                    | 078,0                      |                            |                            |
| 7                          | Niederlande                | 059,0                      | Norwegen                   | 065,0                      | Österreich                 | 054,0                      |                            |                            |
| 8                          | Dänemark                   | 038,0                      | Portugal                   | 045,0                      | Irland                     | 039,0                      |                            |                            |

 qualifiziert für das A-Finale
 qualifiziert für das B-Finale

## B-Finale
Die acht besten hinter den für das A-Finale qualifizierten Länder trugen ein B-Finale aus. Die Sieger erwarben dabei noch die Startberechtigung für das A-Finale im gleichen Jahr.
Dieses B-Finale fand für die Frauen am 6. August in Třinec und für die Männer am 6./7. August in Göteborg statt.
| Resultate B-Finale | Resultate B-Finale | Resultate B-Finale | Resultate B-Finale    | Resultate B-Finale    | Resultate B-Finale    |
| Frauen – 6. August | Frauen – 6. August | Frauen – 6. August | Männer – 6./7. August | Männer – 6./7. August | Männer – 6./7. August |
| Třinec             | Třinec             | Třinec             | Göteborg              | Göteborg              | Göteborg              |
| Platz              | Land               | Punkte             | Platz                 | Land                  | Punkte                |
| ------------------ | ------------------ | ------------------ | --------------------- | --------------------- | --------------------- |
| 1                  | Bulgarien          | 98,0               | 1                     | Frankreich            | 115,0                 |
| 2                  | Italien            | 83,0               | 2                     | Schweden              | 108,0                 |
| 3                  | Frankreich         | 79,0               | 3                     | Rumänien              | 094,0                 |
| 4                  | Ungarn             | 76,0               | 4                     | Tschechoslowakei      | 092,0                 |
| 5                  | Tschechoslowakei   | 75,0               | 5                     | Schweiz               | 088,0                 |
| 6                  | Belgien            | 63,0               | 6                     | Jugoslawien           | 087,0                 |
| 7                  | Niederlande        | 38,0               | 5                     | Ungarn                | 078,0                 |
| 8                  | Österreich         | 27,0               | 6                     | Bulgarien             | 057,0                 |

## Legende
Kurze Übersicht zur Bedeutung der Symbolik – so üblicherweise auch in sonstigen Veröffentlichungen verwendet:
| WR | Weltrekord             |
| ER | Europarekord           |
| NR | Nationaler Rekord      |
| BR | Bundesdeutscher Rekord |
| x  | ungültig               |
| –  | ausgelassen            |
| r  | aufgegeben (retired)   |

## Wertungssystem
Das Wertungssystem erfuhr keine Änderung gegenüber der vorangegangenen Austragung. Die Punktzahl der einzelnen Länder ergab sich aus der Addition der Punkte aus den einzelnen Disziplinen. Für Frauen und Männer war die Endgesamtwertung getrennt.

Die Punkte wurden nach folgendem Schema verteilt:

Platz 1 – 9 Punkte / Pl. 2 – 7 Pkte. / Pl. 3 – 6 Pkte. / Pl. 4 – 5 Pkte. / Pl. 5 – 4 Pkte. / Pl. 6 – 3 Pkte. / Pl. 7 – 2 Pkte. / Pl. 8 – 1 Pkt.

## Doping
Die Wettkämpfe waren durch vier Dopingfälle gekennzeichnet, drei davon in der finnischen Männermannschaft. Die drei gedopten Finnen wurden positiv auf den Einsatz verbotener anaboler Steroide getestet und disqualifiziert. Außerdem verhängte der Weltleichtathletikverband eine lebenslange Sperre, die ein Jahr später nach einer Eingabe des finnischen Leichtathletikverbands aufgehoben wurde.
- Ilona Slupianek, DDR – Kugelstoßen, zunächst Rang eins. Sie wurde positiv auf Nandrolon getestet und disqualifiziert. Außerdem erhielt sie eine Sperre von einem Jahr.[2]
- Asko Pesonen, Finnland – Hochsprung.[1]
- Markku Tuokko, Finnland – Diskuswurf.[1]
- Seppo Hovinen, Finnland – Speerwurf.[1]

## Legende
Kurze Übersicht zur Bedeutung der Symbolik – so üblicherweise auch in sonstigen Veröffentlichungen verwendet:
| WR  | Weltrekord                                                                    |
| NR  | Nationaler Rekord                                                             |
| BR  | Bundesdeutscher Rekord                                                        |
| DNF | did not finish (nicht im Ziel)                                                |
| DSQ | disqualifiziert                                                               |
| DOP | wegen Dopingvergehens disqualifiziert                                         |
| x   | ungültig                                                                      |
| w   | zu starke Windunterstützung für die Aufnahme der Leistung in eine Bestenliste |

## Resultate Männer

### 100 m
| Platz | Athlet             | Land    | Zeit (s) |
| ----- | ------------------ | ------- | -------- |
| 1     | Eugen Ray          | GDR     | 10,12 NR |
| 2     | Pietro Mennea      | ITA     | 10,29000 |
| 3     | Walerij Borsow     | URS     | 10,33000 |
| 4     | Ainsley Bennett    | GBR     | 10,48000 |
| 5     | Lucien Sainte-Rose | FRA     | 10,52000 |
| 6     | Werner Bastians    | FRG     | 10,60000 |
| 7     | Antti Rajamäki     | FIN     | 10,64000 |
| 8     | Marian Woronin     | (Polen) | 10,73000 |

Datum: 13. August 1977
Wind: ±0,0 m/s

### 200 m
| Platz | Athlet           | Land | Zeit (s) |
| ----- | ---------------- | ---- | -------- |
| 1     | Eugen Ray        | GDR  | 20,86    |
| 2     | Walerij Borsow   | URS  | 21,10    |
| 3     | Ainsley Bennett  | GBR  | 21,27    |
| 4     | Ossi Karttunen   | FIN  | 21,35    |
| 5     | Joseph Arame     | FRA  | 21,48    |
| 6     | Luigi Caravani   | ITA  | 21,65    |
| 7     | Michael Gruse    | FRG  | 21,80    |
| 8     | Zenon Licznerski | POL  | 21,82    |

Datum: 14. August 1977
Wind: −2,4 m/s

### 400 m
| Platz | Athlet               | Land | Zeit (s) |
| ----- | -------------------- | ---- | -------- |
| 1     | Bernd Herrmann       | FRG  | 45,92    |
| 2     | Ryszard Podlas       | POL  | 46,00    |
| 3     | Francis Demarthon    | FRA  | 46,38    |
| 4     | David Jenkins        | GBR  | 46,40    |
| 5     | Reinhard Kokot       | GDR  | 46,80    |
| 6     | Alfonso Di Guida     | ITA  | 47,04    |
| 7     | Wladimir Jurtschenko | URS  | 47,53    |
| 8     | Hannu Mäkelä         | FIN  | 47,73    |

Datum: 13. August 1977

### 800 m
| Platz | Athlet              | Land | Zeit (min) |
| ----- | ------------------- | ---- | ---------- |
| 1     | Willi Wülbeck       | FRG  | 1:47,21    |
| 2     | Olaf Beyer          | GDR  | 1:47,29    |
| 3     | José Marajo         | FRA  | 1:47,49    |
| 4     | Sebastian Coe       | GBR  | 1:47,61    |
| 5     | Marian Gęsicki      | POL  | 1:47,69    |
| 6     | Wladimir Ponomarjow | URS  | 1:47,74    |
| 7     | Ari Paunonen        | FIN  | 1:47,93    |
| 8     | Gabriele Ferrero    | ITA  | 1:48,80    |

Datum: 14. August 1977

### 1500 m
| Platz | Athlet              | Land | Zeit (min) |
| ----- | ------------------- | ---- | ---------- |
| 1     | Steve Ovett         | GBR  | 3:44,94    |
| 2     | Thomas Wessinghage  | FRG  | 3:45,38    |
| 3     | Ari Paunonen        | FIN  | 3:45,90    |
| 4     | Henry Wasilewski    | POL  | 3:45,93    |
| 5     | Francis Gonzalez    | FRA  | 3:46,56    |
| 6     | Jürgen Straub       | GDR  | 3:46,58    |
| 7     | Anatoli Mamontow    | URS  | 3:46,60    |
| 8     | Mariano Scartezzini | ITA  | 3:46,67    |

Datum: 13. August 1977

### 5000 m
| Platz | Athlet            | Land | Zeit (min) |
| ----- | ----------------- | ---- | ---------- |
| 1     | Nick Rose         | GBR  | 13:27,84   |
| 2     | Enn Sellik        | URS  | 13:29,20   |
| 3     | Karl Fleschen     | FRG  | 13:29,44   |
| 4     | Manfred Kuschmann | GDR  | 13:33,42   |
| 5     | Ryszard Kopijasz  | POL  | 13:42,16   |
| 6     | Jacky Boxberger   | FRA  | 13:45,50   |
| 7     | Luigi Zarcone     | ITA  | 13:50,41   |
| 8     | Pekka Päivärinta  | FIN  | 14:12,86   |

Datum: 14. August 1977

### 10.000 m
| Platz | Athlet            | Land | Zeit (min)  |
| ----- | ----------------- | ---- | ----------- |
| 1     | Jörg Peter        | GDR  | 27:55,50000 |
| 2     | Detlef Uhlemann   | FRG  | 27:58,70000 |
| 3     | Leonid Mioissejew | URS  | 28:03,60000 |
| 4     | Martti Vainio     | FIN  | 28:07,23000 |
| 5     | Jerzy Kowol       | POL  | 28:09,96 NR |
| 6     | Franco Fava       | ITA  | 28:11,59000 |
| 7     | Jean-Paul Gomez   | FRA  | 28:15,66000 |
| 8     | Tony Simmons      | GBR  | 29:03,97000 |

Datum: 13. August 1977

### 110 m Hürden
| Platz | Athlet            | Land | Zeit (s) |
| ----- | ----------------- | ---- | -------- |
| 1     | Thomas Munkelt    | GDR  | 13,37    |
| 2     | Jan Pusty         | POL  | 13,60    |
| 3     | Eduard Perewersew | URS  | 13,63    |
| 4     | Arto Bryggare     | FIN  | 13,65    |
| 5     | Berwyn Price      | GBR  | 13,87    |
| 6     | Giuseppe Buttari  | ITA  | 14,18    |
| 7     | Thierry Sellier   | FRA  | 14,57    |
| DNF   | Dieter Gebhard    | FRG  |          |

Datum: 13. August 1977
Wind: +2,0 m/s

### 400 m Hürden
| Platz | Athlet            | Land | Zeit (s) |
| ----- | ----------------- | ---- | -------- |
| 1     | Volker Beck       | GDR  | 48,90 NR |
| 2     | Harald Schmid     | FRG  | 49,27000 |
| 3     | Alan Pascoe       | GBR  | 49,65000 |
| 4     | Jerzy Hewelt      | POL  | 50,44000 |
| 5     | Wassyl Archypenko | URS  | 50,56000 |
| 6     | Raimo Alanen      | FIN  | 51,02000 |
| 7     | Luc Baggio        | FRA  | 51,24000 |
| 8     | Lorenzo Brigante  | ITA  | 51,96000 |

Datum: 14. August 1977

### 3000 m Hindernis
| Platz | Athlet               | Land | Zeit (min) |
| ----- | -------------------- | ---- | ---------- |
| 1     | Michael Karst        | FRG  | 8:27,87    |
| 2     | Frank Baumgartl      | GDR  | 8:31,53    |
| 3     | Tapio Kantanen       | FIN  | 8:33,27    |
| 4     | Dennis Coates        | GBR  | 8:33,94    |
| 5     | Franco Fava          | ITA  | 8:37,06    |
| 6     | Wladimir Filonow     | URS  | 8:38,55    |
| 7     | Krzysztof Wesolowski | POL  | 8:40,94    |
| 8     | Philippe Gauthier    | FRA  | 9:12,09    |

Datum: 14. August 1977

### 4 × 100 m Staffel
| Platz | Besetzung      | Land                                                              | Zeit (s) |
| ----- | -------------- | ----------------------------------------------------------------- | -------- |
| 1     | DDR            | Manfred Kokot Eugen Ray Detlef Kübeck Alexander Thieme            | 38,84    |
| 2     | Sowjetunion    | Nikolai Kolesnikow Alexander Aksinin Juris Silovs Walerij Borsow  | 39,27    |
| 3     | Polen          | Andrzej Świerczyński Zenon Licznerski Zenon Nowosz Leszek Dunecki | 39,38    |
| 4     | BR Deutschland | Werner Bastians Dieter Gebhard Dieter Steinmann Michael Gruse     | 39,74    |
| 5     | Großbritannien | Ainsley Bennett Allan Wells Tim Bonsor Steve Green                | 39,84    |
| 6     | Frankreich     | Eric Bigon Joseph Arame Lucien Sainte-Rose Jacques Rousseau       | 40,06    |
| 7     | Finnland       | Antti Rajamäki Ossi Karttunen Markku Juhola Raimo Räty            | 40,51    |
| DSQ   | Italien        | Stefano Curini Luciano Caravani Pietro Farina Pietro Mennea       |          |

Datum: 13. August 1977

### 4 × 400 m Staffel
| Platz | Besetzung      | Land                                                                      | Zeit (min) |
| ----- | -------------- | ------------------------------------------------------------------------- | ---------- |
| 1     | BR Deutschland | Lothar Krieg Harald Schmid Franz-Peter Hofmeister Bernd Herrmann          | 3:02,66000 |
| 2     | DDR            | Reinhard Kokot Jürgen Pfennig Gunter Arnold Volker Beck                   | 3:03,23 NR |
| 3     | Polen          | Cezary Łapiński Henryk Galant Jerzy Pietrzyk Ryszard Podlas               | 3:03,83000 |
| 4     | Großbritannien | Steve Scutt Danny Laing Glen Cohen David Jenkins                          | 3:04,82000 |
| 5     | Frankreich     | Robert Froissart Jean-Claude Nallet Lionel Malingre Francis Demarthon     | 3:05,22000 |
| 6     | Finnland       | Matti Rusanen Juhani Tiihonen Hannu Mäkelä Markku Kukkoaho                | 3:07,12000 |
| 7     | Sowjetunion    | Wladimir Jewstjunin Wiktor Burakow Wassyl Archypenko Wladimir Jurtschenko | 3:07,47000 |
| 8     | Italien        | Stefano Malinverni Roberto Tozzi Daniele Zanini Alfonso Di Guida          | 3:09,07000 |

Datum: 14. August 1977

### Hochsprung
| Platz | Athlet              | Land | Höhe (m) |
| ----- | ------------------- | ---- | -------- |
| 1     | Rolf Beilschmidt    | GDR  | 2,31 NR  |
| 2     | Jacek Wszoła        | POL  | 2,28000  |
| 3     | Alexander Grigorjew | URS  | 2,20000  |
| 4     | Bruno Bruni         | ITA  | 2,20000  |
| 5     | Carlo Thränhardt    | FRG  | 2,20000  |
| 6     | Paul Poaniéwa       | FRA  | 2,11000  |
| 7     | Michael Butterfield | GBR  | 2,08000  |
| DOP   | Asko Pesonen        | FIN  |          |

Datum: 13. August 1977
In dieser Disziplin gab es einen Dopingfall:

Der Finne Asko Pesonen wurde gemeinsam mit zwei Landsleuten positiv auf den Einsatz verbotener anaboler Steroide getestet und disqualifiziert. Außerdem verhängte der Weltleichtathletikverband eine lebenslange Sperre, die ein Jahr später nach einer Eingabe des finnischen Leichtathletikverbands aufgehoben wurde.

### Stabhochsprung
| Platz | Athlet                | Land | Höhe (m) |
| ----- | --------------------- | ---- | -------- |
| 1     | Władysław Kozakiewicz | POL  | 5,60     |
| 2     | Antti Kalliomäki      | FIN  | 5,35     |
| 3     | Günther Lohre         | FRG  | 5,30     |
| 4     | Brian Hooper          | GBR  | 5,30     |
| 5     | Jean-Michel Bellot    | FRA  | 5,25     |
| 6     | Renato Dionisi        | ITA  | 5,25     |
| 7     | Axel Weber            | GDR  | 5,20     |
| 8     | Wladimir Kischkun     | URS  | 5,00     |

Datum: 14. August 1977

### Weitsprung
| Platz | Athlet              | Land | Weite (m) | Versuchsserie (m)            | Versuchsserie (m)            | Versuchsserie (m)            | Versuchsserie (m)            | Versuchsserie (m)            | Versuchsserie (m)            |
| Platz | Athlet              | Land | Weite (m) | 1. Versuch                   | 2. Versuch                   | 3. Versuch                   | 4. Versuch                   | 5. Versuch                   | 6. Versuch                   |
| 1     | Jacques Rousseau    | FRA  | 8,05      | 7,95                         | x                            | x                            | x                            | 8,05                         | 7,96                         |
| 2     | Walerij Pidluschnyj | URS  | 7,94      | 7,76                         | 6,65                         | 7,84                         | 7,94                         | 7,88                         | 7,90                         |
| 3     | Roy Mitchell        | GBR  | 7,94      | 5,07                         | 7,72                         | x                            | 7,94                         | x                            | 7,90                         |
| 4     | Hans Baumgartner    | FRG  | 7,72      | Versuchsserien nicht bekannt | Versuchsserien nicht bekannt | Versuchsserien nicht bekannt | Versuchsserien nicht bekannt | Versuchsserien nicht bekannt | Versuchsserien nicht bekannt |
| 5     | Uwe Lange           | GDR  | 7,68      | Versuchsserien nicht bekannt | Versuchsserien nicht bekannt | Versuchsserien nicht bekannt | Versuchsserien nicht bekannt | Versuchsserien nicht bekannt | Versuchsserien nicht bekannt |
| 6     | Maurizio Siega      | ITA  | 7,66      | Versuchsserien nicht bekannt | Versuchsserien nicht bekannt | Versuchsserien nicht bekannt | Versuchsserien nicht bekannt | Versuchsserien nicht bekannt | Versuchsserien nicht bekannt |
| 7     | Andrzej Korniak     | POL  | 7,55      | Versuchsserien nicht bekannt | Versuchsserien nicht bekannt | Versuchsserien nicht bekannt | Versuchsserien nicht bekannt | Versuchsserien nicht bekannt | Versuchsserien nicht bekannt |
| 8     | Erkki Päivärinta    | FIN  | 7,44      | Versuchsserien nicht bekannt | Versuchsserien nicht bekannt | Versuchsserien nicht bekannt | Versuchsserien nicht bekannt | Versuchsserien nicht bekannt | Versuchsserien nicht bekannt |

Datum: 13. August 1977

### Dreisprung
| Platz | Athlet                         | Land | Weite (m) | Versuchsserie (m)            | Versuchsserie (m)            | Versuchsserie (m)            | Versuchsserie (m)            | Versuchsserie (m)            | Versuchsserie (m)            |
| Platz | Athlet                         | Land | Weite (m) | 1. Versuch                   | 2. Versuch                   | 3. Versuch                   | 4. Versuch                   | 5. Versuch                   | 6. Versuch                   |
| 1     | Anatoli Alexejewitsch Piskulin | URS  | 17,09 w   | 17,09 w                      | 16,69                        | x                            | x                            | x                            | 16,56                        |
| 2     | Pentti Kuukasjärvi             | FIN  | 16,3200   | 16,3200                      | 15,93                        | 15,79                        | x                            | 15,88                        | 15,99                        |
| 3     | Eugeniusz Biskupski            | POL  | 16,1900   | 15,99 w                      | 14,76                        | 14,05                        | 16,09                        | 15,90                        | 16,19                        |
| 4     | Keith Connor                   | GBR  | 16,1700   | Versuchsserien nicht bekannt | Versuchsserien nicht bekannt | Versuchsserien nicht bekannt | Versuchsserien nicht bekannt | Versuchsserien nicht bekannt | Versuchsserien nicht bekannt |
| 5     | Bernard Lamitié                | FRA  | 16,0700   | Versuchsserien nicht bekannt | Versuchsserien nicht bekannt | Versuchsserien nicht bekannt | Versuchsserien nicht bekannt | Versuchsserien nicht bekannt | Versuchsserien nicht bekannt |
| 6     | Wolfgang Kolmsee               | FRG  | 15,9400   | Versuchsserien nicht bekannt | Versuchsserien nicht bekannt | Versuchsserien nicht bekannt | Versuchsserien nicht bekannt | Versuchsserien nicht bekannt | Versuchsserien nicht bekannt |
| 7     | Klaus Hufnagel                 | GDR  | 15,9300   | Versuchsserien nicht bekannt | Versuchsserien nicht bekannt | Versuchsserien nicht bekannt | Versuchsserien nicht bekannt | Versuchsserien nicht bekannt | Versuchsserien nicht bekannt |
| 8     | Roberto Mazzuccato             | ITA  | 15,8200   | Versuchsserien nicht bekannt | Versuchsserien nicht bekannt | Versuchsserien nicht bekannt | Versuchsserien nicht bekannt | Versuchsserien nicht bekannt | Versuchsserien nicht bekannt |

Datum: 14. August 1977

### Kugelstoßen
| Platz | Athlet            | Land | Weite (m) | Versuchsserie (m)            | Versuchsserie (m)            | Versuchsserie (m)            | Versuchsserie (m)            | Versuchsserie (m)            | Versuchsserie (m)            |
| Platz | Athlet            | Land | Weite (m) | 1. Versuch                   | 2. Versuch                   | 3. Versuch                   | 4. Versuch                   | 5. Versuch                   | 6. Versuch                   |
| 1     | Udo Beyer         | GDR  | 21,65     | 21,65                        | 20,50                        | 20,98                        | 20,66                        | 21,14                        | 20,90                        |
| 2     | Reijo Ståhlberg   | FIN  | 20,90     | 19,85                        | 20,59                        | 20,90                        | x                            | x                            | x                            |
| 3     | Ralf Reichenbach  | FRG  | 20,42     | 20,30                        | 19,99                        | 20,42                        | 20,42                        | 19,86                        | x                            |
| 4     | Geoff Capes       | GBR  | 20,15     | Versuchsserien nicht bekannt | Versuchsserien nicht bekannt | Versuchsserien nicht bekannt | Versuchsserien nicht bekannt | Versuchsserien nicht bekannt | Versuchsserien nicht bekannt |
| 5     | Władysław Komar   | POL  | 19,71     | Versuchsserien nicht bekannt | Versuchsserien nicht bekannt | Versuchsserien nicht bekannt | Versuchsserien nicht bekannt | Versuchsserien nicht bekannt | Versuchsserien nicht bekannt |
| 6     | Marco Montelatici | ITA  | 19,09     | Versuchsserien nicht bekannt | Versuchsserien nicht bekannt | Versuchsserien nicht bekannt | Versuchsserien nicht bekannt | Versuchsserien nicht bekannt | Versuchsserien nicht bekannt |
| 7     | Anatolij Jarosch  | URS  | 19,04     | Versuchsserien nicht bekannt | Versuchsserien nicht bekannt | Versuchsserien nicht bekannt | Versuchsserien nicht bekannt | Versuchsserien nicht bekannt | Versuchsserien nicht bekannt |
| 8     | Arnjolt Beer      | FRA  | 18,07     | Versuchsserien nicht bekannt | Versuchsserien nicht bekannt | Versuchsserien nicht bekannt | Versuchsserien nicht bekannt | Versuchsserien nicht bekannt | Versuchsserien nicht bekannt |

Datum: 13. August 1977

### Diskuswurf
| Platz | Athlet            | Land | Weite (m) | Versuchsserie (m)            | Versuchsserie (m)            | Versuchsserie (m)            | Versuchsserie (m)            | Versuchsserie (m)            | Versuchsserie (m)            |
| Platz | Athlet            | Land | Weite (m) | 1. Versuch                   | 2. Versuch                   | 3. Versuch                   | 4. Versuch                   | 5. Versuch                   | 6. Versuch                   |
| 1     | Wolfgang Schmidt  | GDR  | 66,86     | 64,44                        | 63,34                        | x                            | 66,86                        | 65,02                        | x                            |
| 2     | Nikolai Wichor    | URS  | 61,50     | 60,46                        | x                            | 61,50                        | 58,46                        | x                            | x                            |
| 3     | Stanisław Wołodko | POL  | 61,20     | Versuchsserien nicht bekannt | Versuchsserien nicht bekannt | Versuchsserien nicht bekannt | Versuchsserien nicht bekannt | Versuchsserien nicht bekannt | Versuchsserien nicht bekannt |
| 4     | Hein-Direck Neu   | FRG  | 60,68     | Versuchsserien nicht bekannt | Versuchsserien nicht bekannt | Versuchsserien nicht bekannt | Versuchsserien nicht bekannt | Versuchsserien nicht bekannt | Versuchsserien nicht bekannt |
| 5     | Silvano Simeon    | ITA  | 57,98     | Versuchsserien nicht bekannt | Versuchsserien nicht bekannt | Versuchsserien nicht bekannt | Versuchsserien nicht bekannt | Versuchsserien nicht bekannt | Versuchsserien nicht bekannt |
| 6     | Frédéric Piette   | FRA  | 57,08     | Versuchsserien nicht bekannt | Versuchsserien nicht bekannt | Versuchsserien nicht bekannt | Versuchsserien nicht bekannt | Versuchsserien nicht bekannt | Versuchsserien nicht bekannt |
| 7     | John Hillier      | GBR  | 53,92     | Versuchsserien nicht bekannt | Versuchsserien nicht bekannt | Versuchsserien nicht bekannt | Versuchsserien nicht bekannt | Versuchsserien nicht bekannt | Versuchsserien nicht bekannt |
| 8     | Markku Tuokko     | FIN  | 67,02     | x                            | 64,10                        | 67,02                        | x                            | 63,56                        | 66,42                        |

Datum: 14. August 1977
Doping:

Der zunächst erstplatzierte Finne Markku Tuokko wurde gemeinsam mit zwei Landsleuten positiv auf den Einsatz verbotener anaboler Steroide getestet und disqualifiziert. Außerdem verhängte der Weltleichtathletikverband eine lebenslange Sperre, die ein Jahr später nach einer Eingabe des finnischen Leichtathletikverbands aufgehoben wurde.

### Hammerwurf
| Platz | Athlet             | Land | Weite (m) | Versuchsserie (m)            | Versuchsserie (m)            | Versuchsserie (m)            | Versuchsserie (m)            | Versuchsserie (m)            | Versuchsserie (m)            |
| Platz | Athlet             | Land | Weite (m) | 1. Versuch                   | 2. Versuch                   | 3. Versuch                   | 4. Versuch                   | 5. Versuch                   | 6. Versuch                   |
| 1     | Karl-Hans Riehm    | FRG  | 75,90     | 75,90                        | 75,64                        | 75,38                        | x                            | 75,08                        | x                            |
| 2     | Jochen Sachse      | GDR  | 74,60     | 71,34                        | 69,64                        | 60,82                        | 74,60                        | 73,14                        | 71,52                        |
| 3     | Jurij Sjedych      | SUN  | 73,60     | 70,22                        | 72,62                        | 73,60                        | 72,28                        | 72,68                        | 73,34                        |
| 4     | Chris Black        | GBR  | 71,18     | Versuchsserien nicht bekannt | Versuchsserien nicht bekannt | Versuchsserien nicht bekannt | Versuchsserien nicht bekannt | Versuchsserien nicht bekannt | Versuchsserien nicht bekannt |
| 5     | Gian Paolo Urlando | ITA  | 70,34     | Versuchsserien nicht bekannt | Versuchsserien nicht bekannt | Versuchsserien nicht bekannt | Versuchsserien nicht bekannt | Versuchsserien nicht bekannt | Versuchsserien nicht bekannt |
| 6     | Juha Tiainen       | FIN  | 70,12     | Versuchsserien nicht bekannt | Versuchsserien nicht bekannt | Versuchsserien nicht bekannt | Versuchsserien nicht bekannt | Versuchsserien nicht bekannt | Versuchsserien nicht bekannt |
| 7     | Philippe Suriray   | FRA  | 66,12     | Versuchsserien nicht bekannt | Versuchsserien nicht bekannt | Versuchsserien nicht bekannt | Versuchsserien nicht bekannt | Versuchsserien nicht bekannt | Versuchsserien nicht bekannt |
| 8     | Ireneusz Golda     | POL  | 65,74     | Versuchsserien nicht bekannt | Versuchsserien nicht bekannt | Versuchsserien nicht bekannt | Versuchsserien nicht bekannt | Versuchsserien nicht bekannt | Versuchsserien nicht bekannt |

Datum: 13. August 1977

### Speerwurf
| Platz | Athlet             | Land | Weite (m) | Versuchsserie (m)            | Versuchsserie (m)            | Versuchsserie (m)            | Versuchsserie (m)            | Versuchsserie (m)            | Versuchsserie (m)            |
| Platz | Athlet             | Land | Weite (m) | 1. Versuch                   | 2. Versuch                   | 3. Versuch                   | 4. Versuch                   | 5. Versuch                   | 6. Versuch                   |
| 1     | Nikolai Grebnjew   | URS  | 87,18     | 78,54                        | 77,64                        | 81,28                        | 83,10                        | 84,38                        | 87,18                        |
| 2     | Piotr Bielczyk     | POL  | 79,62     | 78,62                        | 73,08                        | 69,18                        | 73,08                        | 79,62                        | 78,69                        |
| 3     | Michael Wessing    | FRG  | 79,56     | Versuchsserien nicht bekannt | Versuchsserien nicht bekannt | Versuchsserien nicht bekannt | Versuchsserien nicht bekannt | Versuchsserien nicht bekannt | Versuchsserien nicht bekannt |
| 4     | Wolfgang Hanisch   | GDR  | 79,04     | Versuchsserien nicht bekannt | Versuchsserien nicht bekannt | Versuchsserien nicht bekannt | Versuchsserien nicht bekannt | Versuchsserien nicht bekannt | Versuchsserien nicht bekannt |
| 5     | Penitio Lutui      | FRA  | 74,42     | Versuchsserien nicht bekannt | Versuchsserien nicht bekannt | Versuchsserien nicht bekannt | Versuchsserien nicht bekannt | Versuchsserien nicht bekannt | Versuchsserien nicht bekannt |
| 6     | David Ottley       | GBR  | 72,70     | Versuchsserien nicht bekannt | Versuchsserien nicht bekannt | Versuchsserien nicht bekannt | Versuchsserien nicht bekannt | Versuchsserien nicht bekannt | Versuchsserien nicht bekannt |
| 7     | Vincenzo Marchetti | ITA  | 66,64     | Versuchsserien nicht bekannt | Versuchsserien nicht bekannt | Versuchsserien nicht bekannt | Versuchsserien nicht bekannt | Versuchsserien nicht bekannt | Versuchsserien nicht bekannt |
| 8     | Seppo Hovinen      | FIN  | 84,06     | 83,98                        | x                            | x                            | x                            | 84,06                        | 78,50                        |

Datum: 14. August 1977
Doping:

Der zunächst erstplatzierte Finne Seppo Hovinen wurde gemeinsam mit zwei Landsleuten positiv auf den Einsatz verbotener anaboler Steroide getestet und disqualifiziert. Außerdem verhängte der Weltleichtathletikverband eine lebenslange Sperre, die ein Jahr später nach einer Eingabe des finnischen Leichtathletikverbands aufgehoben wurde.

## Resultate Frauen

### 100 m
| Platz | Athletin             | Land | Zeit (s) |
| ----- | -------------------- | ---- | -------- |
| 1     | Marlies Oelsner      | GDR  | 11,07    |
| 2     | Sonia Lannaman       | GBR  | 11,22    |
| 3     | Irena Szewińska      | POL  | 11,26    |
| 4     | Ljudmila Maslakowa   | URS  | 11,32    |
| 5     | Elvira Possekel      | FRG  | 11,57    |
| 6     | Iwanka Walkowa       | BUL  | 11,60    |
| 7     | Mona-Lisa Pursiainen | FIN  | 11,64    |
| 8     | Veronica Buia        | ROU  | 11,77    |

Datum: 13. August 1977
Wind: +1,0 m/s

### 200 m
| Platz | Athletin        | Land | Zeit (s) |
| ----- | --------------- | ---- | -------- |
| 1     | Irena Szewińska | POL  | 22,71    |
| 2     | Sonia Lannaman  | GBR  | 22,83    |
| 3     | Bärbel Eckert   | GDR  | 22,99    |
| 4     | Marina Sidorowa | URS  | 23,28    |
| 5     | Dagmar Schenten | FRG  | 23,61    |
| 6     | Pirjo Häggman   | FIN  | 24,02    |
| 7     | Iwanka Walkowa  | BUL  | 24,29    |
| 8     | Veronica Buia   | ROU  | 24,52    |

Datum: 14. August 1977
Wind: −0,8 m/s

### 400 m
| Platz | Athletin         | Land | Zeit (s) |
| ----- | ---------------- | ---- | -------- |
| 1     | Marita Koch      | GDR  | 49,53 NR |
| 2     | Marina Sidorowa  | URS  | 51,20000 |
| 3     | Donna Hartley    | GBR  | 51,62000 |
| 4     | Pirjo Häggman    | FIN  | 52,11000 |
| 5     | Dagmar Fuhrmann  | FRG  | 52,12000 |
| 6     | Elena Tarita     | ROU  | 52,36000 |
| 7     | Elżbieta Katolik | POL  | 53,06000 |
| 8     | Swetla Kolewa    | BUL  | 54,26000 |

Datum: 13. August 1977

### 800 m
| Platz | Athletin            | Land | Zeit (min) |
| ----- | ------------------- | ---- | ---------- |
| 1     | Christina Liebetrau | GDR  | 2:00,17000 |
| 2     | Totka Petrowa       | BUL  | 2:00,18000 |
| 3     | Swetlana Styrkina   | URS  | 2:00,96000 |
| 4     | Ileana Silai        | ROU  | 2:01,17000 |
| 5     | Elisabeth Schacht   | FRG  | 2:01,61000 |
| 6     | Jolanta Januchta    | POL  | 2:01,97000 |
| 7     | Jane Colebrook      | GBR  | 2:02,98000 |
| 8     | Sinikka Tyynelä     | FIN  | 2:03,48 NR |

Datum: 13. August 1977

### 1500 m
| Platz | Athletin          | Land | Zeit (min) |
| ----- | ----------------- | ---- | ---------- |
| 1     | Tatjana Kasankina | URS  | 4:04,35000 |
| 2     | Ulrike Bruns      | GDR  | 4:04,52000 |
| 3     | Natalia Mărășescu | ROU  | 4:05,08000 |
| 4     | Wessela Jazinska  | BUL  | 4:05,35000 |
| 5     | Sinikka Tyynelä   | FIN  | 4:06,01 NR |
| 6     | Elisabeth Schacht | FRG  | 4:09,95000 |
| 7     | Celina Sokołowska | POL  | 4:10,75 NR |
| 8     | Hilary Hollick    | GBR  | 4:21,86000 |

Datum: 14. August 1977

### 3000 m
| Platz | Athletin                | Land | Zeit (s)   |
| ----- | ----------------------- | ---- | ---------- |
| 1     | Ljudmila Bragina        | URS  | 8:49,86000 |
| 2     | Maricica Puică          | ROU  | 8:50,96000 |
| 3     | Gabriele Meinel         | GDR  | 8:53,91 NR |
| 4     | Ann Ford                | GBR  | 8:55,92000 |
| 5     | Brigitte Kraus          | FRG  | 9:01,29 NR |
| 6     | Rumjana Tschawdarowa    | BUL  | 9:06,28000 |
| 7     | Bronislawa Ludwichowska | POL  | 9:14,40000 |
| 8     | Aila Virkberg           | FIN  | 9:35,22000 |

Datum: 14. August 1977

### 100 m Hürden
| Platz | Athletin          | Land | Zeit (s) |
| ----- | ----------------- | ---- | -------- |
| 1     | Johanna Klier     | GDR  | 12,83    |
| 2     | Natalja Lebedewa  | URS  | 13,08    |
| 3     | Bożena Nowakowska | POL  | 13,29    |
| 4     | Sharon Colyear    | GBR  | 13,48    |
| 5     | Lidia Guschewa    | BUL  | 13,64    |
| 6     | Silvia Kempin     | FRG  | 13,76    |
| 7     | Ulla Lempiäinen   | FIN  | 13,87    |
| 8     | Elena Mirza       | ROU  | 14,22    |

Datum: 14. August 1977
Wind: ±0,0 m/s

### 400 m Hürden
| Platz | Athletin            | Land | Zeit (s) |
| ----- | ------------------- | ---- | -------- |
| 1     | Karin Roßley        | GDR  | 55,63 WR |
| 2     | Tatjana Storoschewa | URS  | 56,84000 |
| 3     | Krystyna Kacperczyk | POL  | 57,01000 |
| 4     | Erika Weinstein     | FRG  | 57,36000 |
| 5     | Christine Warden    | GBR  | 58,51000 |
| 6     | Alexandrina Badescu | ROU  | 59,28000 |
| 7     | Zlatina Iliewa      | BUL  | 59,55000 |
| 8     | Tuija Helander      | FIN  | 61,39000 |

Datum: 13. August 1977

### 4 × 100 m Staffel
| Platz | Land           | Besetzung                                                                      | Zeit (s) |
| ----- | -------------- | ------------------------------------------------------------------------------ | -------- |
| 1     | DDR            | Monika Hamann Romy Schneider Ingrid Brestrich Marlies Oelsner                  | 42,62    |
| 2     | Sowjetunion    | Tetjana Prorotschenko Ljudmila Maslakowa Marina Sidorowa Ljudmila Storoschkowa | 43,43    |
| 3     | BR Deutschland | Elvira Possekel Dagmar Schenten Petra Sharp Annegret Richter                   | 43,72    |
| 4     | Polen          | Ewa Długołęcka Małgorzata Bogucka Bogusława Kaniecka Irena Szewińska           | 43,74    |
| 5     | Großbritannien | Wendy Clarke Sonia Lannaman Sharon Colyear Andrea Lynch                        | 43,74    |
| 6     | Bulgarien      | Sofka Popowa Iwanka Walkowa Ljubina Dimitrowa Galina Penkowa                   | 44,72    |
| 7     | Finnland       | Helinä Laihorinne Mona-Lisa Pursiainen Yvonne Hannus Barbro Lindström          | 45,32    |
| 8     | Rumänien       | Otilia Somanescu Elisabeta Baciu Elena Mirza Veronica Buia                     | 47,28    |

Datum: 13. August 1977

### 4 × 400 m Staffel
| Platz | Land           | Besetzung                                                                 | Zeit (s) |
| ----- | -------------- | ------------------------------------------------------------------------- | -------- |
| 1     | DDR            | Bettina Popp Barbara Krug Christina Brehmer Marita Koch                   | 3:25,70  |
| 2     | Sowjetunion    | Ludmilla Axenowa Swetlana Styrkina Tetjana Prorotschenko Natalja Sokolowa | 3:26,62  |
| 3     | POL            | Krystyna Kacperczyk Elżbieta Katolik Barbara Kwietniewska Irena Szewińska | 3:27,76  |
| 4     | Großbritannien | Ruth Kennedy Gladys McCormack Verona Elder Donna Hartley                  | 3:28,78  |
| 5     | BR Deutschland | Marlies Kühn Erika Weinstein Elke Decker Dagmar Fuhrmann                  | 3:31,95  |
| 6     | Finnland       | Yvonne Hannus Mona-Lisa Pursiainen Barbro Lindström Pirjo Häggman         | 3:37,78  |
| 7     | Bulgarien      | Wioleta Zwetkowa Swetla Kolewa Angelina Christowa Totka Petrowa           | 3:41,80  |
| DSQ   | Rumänien       |                                                                           |          |

Datum: 14. August 1977

### Hochsprung
| Platz | Athletin            | Land | Höhe (m) |
| ----- | ------------------- | ---- | -------- |
| 1     | Rosemarie Ackermann | GDR  | 1,97 WR  |
| 2     | Brigitte Holzapfel  | FRG  | 1,88000  |
| 3     | Cornelia Popa       | ROU  | 1,84000  |
| 4     | Brenda Gibbs        | GBR  | 1,84000  |
| 5     | Jordanka Blagoewa   | BUL  | 1,84000  |
| 6     | Susann Sundqvist    | FIN  | 1,82000  |
| 7     | Tatjana Boyko       | URS  | 1,82000  |
| 8     | Danuta Bułkowska    | POL  | 1,79000  |

Datum: 14. August 1977

### Weitsprung
| Platz | Athletin          | Land | Weite (m) | Versuchsserie (m)            | Versuchsserie (m)            | Versuchsserie (m)            | Versuchsserie (m)            | Versuchsserie (m)            | Versuchsserie (m)            |
| Platz | Athletin          | Land | Weite (m) | 1. Versuch                   | 2. Versuch                   | 3. Versuch                   | 4. Versuch                   | 5. Versuch                   | 6. Versuch                   |
| 1     | Brigitte Künzel   | GDR  | 6,76      | x                            | 6,44                         | 6,76                         | 6,30                         | x                            | 6,28                         |
| 2     | Christa Striezel  | FRG  | 6,39      | 6,14                         | 6,39                         | x                            | 6,17                         | x                            | 6,05                         |
| 3     | Sue Reeve         | GBR  | 6,35      | x                            | 6,35                         | 6,35                         | 6,35                         | 6,30                         | 6,28                         |
| 4     | Alina Gheorghiu   | ROU  | 6,35      | Versuchsserien nicht bekannt | Versuchsserien nicht bekannt | Versuchsserien nicht bekannt | Versuchsserien nicht bekannt | Versuchsserien nicht bekannt | Versuchsserien nicht bekannt |
| 5     | Tetjana Skatschko | URS  | 6,34      | Versuchsserien nicht bekannt | Versuchsserien nicht bekannt | Versuchsserien nicht bekannt | Versuchsserien nicht bekannt | Versuchsserien nicht bekannt | Versuchsserien nicht bekannt |
| 6     | Lidia Guschewa    | BUL  | 6,26      | Versuchsserien nicht bekannt | Versuchsserien nicht bekannt | Versuchsserien nicht bekannt | Versuchsserien nicht bekannt | Versuchsserien nicht bekannt | Versuchsserien nicht bekannt |
| 7     | Anna Włodarczyk   | POL  | 6,23      | Versuchsserien nicht bekannt | Versuchsserien nicht bekannt | Versuchsserien nicht bekannt | Versuchsserien nicht bekannt | Versuchsserien nicht bekannt | Versuchsserien nicht bekannt |
| 8     | Pirkko Helenius   | FIN  | 6,00      | Versuchsserien nicht bekannt | Versuchsserien nicht bekannt | Versuchsserien nicht bekannt | Versuchsserien nicht bekannt | Versuchsserien nicht bekannt | Versuchsserien nicht bekannt |

Datum: 14. August 1977

### Kugelstoßen
| Platz | Athletin                | Land | Weite (m) | Versuchsserie (m)            | Versuchsserie (m)            | Versuchsserie (m)            | Versuchsserie (m)            | Versuchsserie (m)            | Versuchsserie (m)            |
| Platz | Athletin                | Land | Weite (m) | 1. Versuch                   | 2. Versuch                   | 3. Versuch                   | 4. Versuch                   | 5. Versuch                   | 6. Versuch                   |
| 1     | Eva Wilms               | FRG  | 20,01     | 19,30                        | 20,01                        | 19,95                        | x                            | 19,69                        | x                            |
| 2     | Esfir Kratschewskaja    | URS  | 19,76     | 19,21                        | 18,41                        | 19,76                        | 19,06                        | x                            | 19,51                        |
| 3     | Radostina Batschewanowa | BUL  | 17,75     | Versuchsserien nicht bekannt | Versuchsserien nicht bekannt | Versuchsserien nicht bekannt | Versuchsserien nicht bekannt | Versuchsserien nicht bekannt | Versuchsserien nicht bekannt |
| 4     | Valentina Groapa        | ROU  | 17,70     | Versuchsserien nicht bekannt | Versuchsserien nicht bekannt | Versuchsserien nicht bekannt | Versuchsserien nicht bekannt | Versuchsserien nicht bekannt | Versuchsserien nicht bekannt |
| 5     | Beata Habrczyk          | POL  | 16,52     | Versuchsserien nicht bekannt | Versuchsserien nicht bekannt | Versuchsserien nicht bekannt | Versuchsserien nicht bekannt | Versuchsserien nicht bekannt | Versuchsserien nicht bekannt |
| 6     | Judy Oakes              | GBR  | 15,65     | Versuchsserien nicht bekannt | Versuchsserien nicht bekannt | Versuchsserien nicht bekannt | Versuchsserien nicht bekannt | Versuchsserien nicht bekannt | Versuchsserien nicht bekannt |
| 7     | Ritva Metso             | FIN  | 15,08     | Versuchsserien nicht bekannt | Versuchsserien nicht bekannt | Versuchsserien nicht bekannt | Versuchsserien nicht bekannt | Versuchsserien nicht bekannt | Versuchsserien nicht bekannt |
| DOP   | Ilona Slupianek         | GDR  | 21,20     | 20,76                        | 21,20                        | 20,11                        | 20,84                        | 20,81                        | x                            |

Datum: 14. August 1977
Doping:

Die zunächst erstplatzierte DDR-Athletin Ilona Slupianek wurde positiv auf Nandrolon getestet und disqualifiziert. Außerdem erhielt sie eine Sperre von einem Jahr.

### Diskuswurf
| Platz | Athletin         | Land | Weite (m) | Versuchsserie (m)            | Versuchsserie (m)            | Versuchsserie (m)            | Versuchsserie (m)            | Versuchsserie (m)            | Versuchsserie (m)            |
| Platz | Athletin         | Land | Weite (m) | 1. Versuch                   | 2. Versuch                   | 3. Versuch                   | 4. Versuch                   | 5. Versuch                   | 6. Versuch                   |
| 1     | Faina Welewa     | URS  | 68,08     | 67,32                        | 52,32                        | x                            | 68,08                        | x                            | x                            |
| 2     | Sabine Engel     | GDR  | 65,60     | 60,64                        | 62,98                        | 60,52                        | 64,20                        | 65,60                        | 63,18                        |
| 3     | Argentina Menis  | ROU  | 65,22     | 61,42                        | 61,66                        | x                            | 60,74                        | x                            | 65,22                        |
| 4     | Sinikka Salminen | FIN  | 55,44     | Versuchsserien nicht bekannt | Versuchsserien nicht bekannt | Versuchsserien nicht bekannt | Versuchsserien nicht bekannt | Versuchsserien nicht bekannt | Versuchsserien nicht bekannt |
| 5     | Lenka Streljowa  | BUL  | 54,96     | Versuchsserien nicht bekannt | Versuchsserien nicht bekannt | Versuchsserien nicht bekannt | Versuchsserien nicht bekannt | Versuchsserien nicht bekannt | Versuchsserien nicht bekannt |
| 6     | Krystyna Nadolna | POL  | 54,64     | Versuchsserien nicht bekannt | Versuchsserien nicht bekannt | Versuchsserien nicht bekannt | Versuchsserien nicht bekannt | Versuchsserien nicht bekannt | Versuchsserien nicht bekannt |
| 7     | Ingra Manecke    | FRG  | 53,90     | Versuchsserien nicht bekannt | Versuchsserien nicht bekannt | Versuchsserien nicht bekannt | Versuchsserien nicht bekannt | Versuchsserien nicht bekannt | Versuchsserien nicht bekannt |
| 8     | Meg Ritchie      | GBR  | 52,40     | Versuchsserien nicht bekannt | Versuchsserien nicht bekannt | Versuchsserien nicht bekannt | Versuchsserien nicht bekannt | Versuchsserien nicht bekannt | Versuchsserien nicht bekannt |

Datum: 13. August 1977

### Speerwurf
| Platz | Athletin               | Land | Weite (m) | Versuchsserie (m)            | Versuchsserie (m)            | Versuchsserie (m)            | Versuchsserie (m)            | Versuchsserie (m)            | Versuchsserie (m)            |
| Platz | Athletin               | Land | Weite (m) | 1. Versuch                   | 2. Versuch                   | 3. Versuch                   | 4. Versuch                   | 5. Versuch                   | 6. Versuch                   |
| 1     | Ruth Fuchs             | GDR  | 68,92     | x                            | 67,22                        | 68,92                        | 67,46                        | x                            | x                            |
| 2     | Tessa Sanderson        | GBR  | 62,36     | 55,46                        | 62,36                        | 59,66                        | 62,28                        | x                            | x                            |
| 3     | Nadeschda Jakubowitsch | URS  | 61,84     | 61,84                        | x                            | x                            | 59,14                        | 56,12                        | x                            |
| 4     | Éva Zörgő              | ROU  | 60,16     | Versuchsserien nicht bekannt | Versuchsserien nicht bekannt | Versuchsserien nicht bekannt | Versuchsserien nicht bekannt | Versuchsserien nicht bekannt | Versuchsserien nicht bekannt |
| 5     | Iwanka Wantschewa      | BUL  | 59,98     | Versuchsserien nicht bekannt | Versuchsserien nicht bekannt | Versuchsserien nicht bekannt | Versuchsserien nicht bekannt | Versuchsserien nicht bekannt | Versuchsserien nicht bekannt |
| 6     | Marion Becker          | FRG  | 57,30     | Versuchsserien nicht bekannt | Versuchsserien nicht bekannt | Versuchsserien nicht bekannt | Versuchsserien nicht bekannt | Versuchsserien nicht bekannt | Versuchsserien nicht bekannt |
| 7     | Bernadetta Blechacz    | POL  | 55,46     | Versuchsserien nicht bekannt | Versuchsserien nicht bekannt | Versuchsserien nicht bekannt | Versuchsserien nicht bekannt | Versuchsserien nicht bekannt | Versuchsserien nicht bekannt |
| 8     | Ritva Metso            | FIN  | 53,20     | Versuchsserien nicht bekannt | Versuchsserien nicht bekannt | Versuchsserien nicht bekannt | Versuchsserien nicht bekannt | Versuchsserien nicht bekannt | Versuchsserien nicht bekannt |

Datum: 13. August 1977

## Videolink
- Steve Ovett - European Cup 1500m final 1977, youtube.com, abgerufen am 27. Januar 2024